# Richard Mohaupt
Richard Mohaupt né le 14 septembre 1904 à Breslau (Silésie) et mort le 3 juillet 1957 à Reichenau an der Rax en Autriche est un compositeur germano-américain.

## Biographie
Mohaupt reçoit sa formation musicale au conservatoire de Breslau. Il y étudie le piano, la composition, le contrepoint, la fugue avec Rudolf Bilke (1877-?) et la direction d'orchestre avec le viennois Julius Prüwer (1874-1943).

### Berlin
Après avoir travaillé en tant que pianiste et chef d'orchestre de répétition au Théâtre municipal de Breslau, puis à différents postes à Aix-la-Chapelle et Weimar, il effectue une tournée de concerts avec son épouse, la violoniste Rosa Gottlieb, en Union soviétique et en Asie en 1931-1932. L'année suivante, il s'installe à Berlin, où il travaille notamment pour la UFA, société de production cinématographique allemande.
Pendant l'été 1936, il a son premier grand succès de compositeur lors de la représentation de sa première œuvre scénique, Die Gaunerstreiche der Courasche, ballet inclus dans les festivités pour les Jeux Olympiques. Il acquiert ainsi un renom tant national qu'international. Ses œuvres sont jouées notamment par Mengelberg (Drei Episoden). Sa gloire est néanmoins de courte durée : accusé d'écrire de la musique bolchevique et non conformiste, il est exclu de la Reichsmusikkammer à la fin mai 1937, ce qui lui interdit d'exercer son art. Dans une lettre du 4 juillet 1947 à son frère Hanss Mohaupt, Richard explique qu'il a été dénoncé par un certain Siegfried Muchow, fanatique nazi, pianiste d'une revue La Scalla, où travaillait Mohaupt : « Pendant des années, ce porc m'a dénoncé à la Gestapo, et ses insinuations ont obtenu une mise en accusation par le Tribunal spécial. »
En novembre 1937, commencent les répétitions de son opéra Die Wirtin von Pinsk, une commande de Karl Böhm pour l'Opéra de Dresde. L'œuvre est créée le 10 février 1938, mais les autres représentations sont suspendues, en raison de vives critiques parues dans le journal berlinois Der Angriff, organe de propagande de Goeblels. Devenu persona non grata, Mohaupt et sa femme, d'origine russe et non-arienne, fuient aux États-Unis pendant l'hiver 1938.
Lors de la traversée de l'Atlantique en mars 1939, il conçoit sa première Symphonie sous-titrée Rhythm and Variations. Dans le climat d'inquiétude de son futur dans un pays étranger, il est inspiré et fasciné par la beauté du soleil et des couleurs, dans le bruit des machines. « Cette étrange combinaison de rythmes captivaient mon oreille et me donna l'idée de la transcrire dans des thèmes musicaux. »

### New York
Le couple se fixe à New York, rejoignant son ancien professeur Julius Prüwer immigré depuis 1933, qui enseigne au New York College of Music. En raison de la gestion privée des théâtres américains, Mohaupt laisse de côté sa passion pour la scène et réoriente sa production vers la musique symphonique. Au cours de son exil américain, Mohaupt a principalement travaillé comme professeur de musique, mais aussi pour des musiques de films, la radiodiffusion, puis la télévision et de nombreuses musiques d'histoires pour enfants.
Son œuvre de l'époque la plus réussie est son Town Piper Music (1941) joué un peu partout dans le monde et défendu par Karl Böhm durant les années 1950, sous le titre allemand de Stadtpfeifermusik. Ses compositions orchestrales ont été créées et jouées par les plus grands orchestres américains, comme le l'Orchestre symphonique de la NBC (avec Leopold Stokowski notamment) et le New York Philharmonic sous la direction de Dimitri Mitropoulos. Son Concerto pour violon (1945) a été créé par ce dernier et Michael Rabin en 1954. Mitropoulos dirigea d'autres œuvres comme la Symphonie no 1 et la Town Piper Music avec succès.
Après la guerre, il compose des opéras et son ballet Max und Moritz (1949) est créé au Staatstheater de Karlsruhe, dans une chorégraphie de Alfredo Bortoluzzi.
En 1955 Mohaupt retourne en Autriche après seize ans d'exil. Il meurt avant de voir la première de son dernier opéra Der grüne Kakadu [Le perroquet vert] (d'après Arthur Schnitzler).

## Œuvres

### Musique de chambre
- Fantaisie sur la valse de Faust de Gounod, pour clarinette, saxophone alto et piano (1939, pub. New York Witmark)
- Muezzin's Song, pour cor anglais et piano (1940, pub. Boosey & Hawkes)
- Nocturno, pour hautbois et piano (1940, pub. Boosey & Hawkes)

### Concerto
- Concerto pour piano (création 1938, Varsovie ; nouvelle création de la version révisée en 1951, Frankfort, pub. 1952 New York)
- Concerto pour violon (1945). Dédié à « Mrs. Mary Rosenwald friend for many years ».

L'effectif est pour instruments à vent, cuivres, cordes, tuba basse, piano et percussion. Création le 29 avril 1954 par Michael Rabin et Dimitri Mitropoulos à New York.
1. Capriccio
2. Notturno. Lento
3. Rondo rustico. Vivace

- Banchetto musicale pour 12 solistes et orchestre (création 1956, Berlin). Les solistes sont : Flûte, hautbois, clarinette, trompette, trombone, tuba, violon, alto, violoncelle et contrebasse.

### Orchestre
- Drei Episoden Musique pour orchestre no 2 pour grand orchestre (création 1938, Amsterdam - pub. Vienne, Universal-Edition)

1. I. Intrada - Rondo misterioso
2. II. Intrada - Danza notturno
3. III. Intrada - Scherzo cacciato - Finale

- Paganini Ouverture, sur des thèmes de Niccolò Paganini (pub. 1941 New York G. Schirmer)
- Town Piper Music / Stadtpfeifermusik (création 1941, New York ; rev. 1946)
- Symphonie no 1 "Rhythm and Variations" (1939/1940 - création le 5 mars 1942, New York par Eugene Goossens - pub. 1956 New York)

1. I. Theme et 7 variations
2. II. Intermezzo burlesco - Trio
3. III. Passacaglia (Var. 8)
4. IV. Finale. Fantasia et Fugato (Var. 9) - Choral (Var. 10)

- Concerto pour orchestre (basé sur des thèmes de l'Armée Rouge) (création 1942–1943, New York)

1. I. Allegro
2. II. Largo
3. III. Vivace

- Lysistrata, Suite de ballet (1946)

Orchestre d'harmonie
- In modo classico, ouverture en si bémol (1940, pub. G. Schirmer)
- Partita pour quatre trompettes en si bémol (1941, pub. New York, Irving Berlin)
- Town Piper Music, arrangement pour orchestre d'harmonie (1949, pub. New York)

### Musique de scène
- Much ado about nothing, Ouverture pour le Beaucoup de bruit pour rien de Shakespeare (1940, pub. New York Remick Music)

### Ballet
- Die Gaunerstreiche der Courasche, ballet en cinq tableaux (création 1936, Berlin - pub. A. Fürstner) D'après Grimmelshausen.
- Max und Moritz, histoire musicale de deux mauvais garçons, pour orchestre et narrateur (création 1949, Karlsruhe) texte de Theo Phil, adapté du livre de Wilhelm Busch.
- Der Weiberstreik von Athen (création 1957, Karlsruhe). D'après Lysistrata.

### Musique Chorale
- Das goldene Byzanz [La Byzance d'or], pour chœur, ténor et orchestre/deux pianos (pub. 1955 Berlin, Oertel)

Inachevés
- Canto Campestre, pour quatre solistes, chœur mixte, chœur d'enfants et orchestre (manuscrit, esquisses).

Sur un texte latin. Cette œuvre abandonnée semble l'étape préparatoire à la suivante, Bucolica.
- Bucolica, pour double chœur et orchestre (manuscrit, Shandaken, New York, septembre-décembre 1948, esquisses[6])

### Opéra
- El-Armanas Erbe, Opéra avec prélude et 3 scènes (1923)
- Aufruhr in Burleskien, Opéra bouffe fantastique en 3 actes, opus 7 (1932). D'après Aristophane.
- Die Wirtin von Pinsk, Opéra en 3 actes (création le 10 février 1938, Dresde[7] - révision 1956). Livret de Kurt Naue d'après Mirandolina de Goldoni. L'action se situe en Russie en 1812. Commande de Karl Böhm et de l'Opéra de Dresde.
- Die Bremer Stadtmusikanten, Opéra bouffe en 2 actes, prologue et quatre tableaux (création le 15 juin 1949, Brème - pub. Berlin-Grunewald chez Oertel) Texte de Theo Phil.
- Double-Trouble (Die ZwillingsKomödie), Opéra comique en un acte (création le 4 décembre 1954, Louisville)[8] Livret de Roger Maren d'après Plaute (texte allemand de Louis A. Bornemisza)[9].
- Der grüne Kakadu, Opéra en un acte (création le 16 septembre 1958, Hambourg - pub. Vienne Universal Editions). La scène se situe le 14 juillet 1789 à Paris.

Inachevés
- El-Armanas Erbe, Opéra en un prélude et trois tableaux (manuscrit, 1923). Acte deux perdu. Dédié « A mon cher maître, M. le directeur musical Julius Prüwer ».
- Der Weiberstreik von Athen, Prélude seul (manuscrit inachevé)
- Fraktion Berg. Seul l'acte un subsiste en manuscrit[10].
- Boleslaw der Schamhafte Boleslaw le pudique, Une comédie dramatique politique du Moyen Âge, en trois actes et huit tableaux, texte de Theo Phil (manuscrit - esquisse pour clavier).
- Morituri, Chronique musicale en quatre actes et dix tableaux, pour voix, chœur et orchestre/piano, sur un texte de Theo Phil (Manuscrit, Wiesbaden, fin mai et début juin 1953 - esquisse pour clavier).

Basé sur le sujet de Spartacus, premier titre donné et barré à la partition.

### Musique de films
- Camarade P. Ona zasciscaet rodinu, drame russe de Fridrikh Ermler, 70 minutes (1943)

Lors de l'arrivée des troupes nazies près de Moscou, la femme d'un petit village résiste à l'occupant et part rejoindre la guérilla pour venger la mort de son mari et de son petit garçon.
- Policing Germany, documentaire de Neil Sullivan produit par la R.K.O (1945)

Le sujet est centré autour de la reconstruction de la ville de Cologne et l'occupation américaine de l'Allemagne.
- Farewell to Yesterday, documentaire, 90 minutes (1950)

Le film retrace à l'aide d'extraits divers les forces culturelles et sociales, les erreurs de jugement de la diplomatie qui a provoqué la Seconde Guerre mondiale.
- Herman Merville s Moby Dick, documentaire de Jerry Winters, Thomas Mitchell, narrateur (1955 - The story of Moby Dick LP 1957)

### Histoires pour enfants
Toutes ces productions ont été réalisées au début des années 1950. Pour certains titres, non cités ici, il dirigeait l'orchestre. Cette grande quantité de titres est expliquée par une demande croissante dès l'apparition du disque vinyle « incassable » à la fin des années 1940.
- Billy rings the bell, texte de Delmar Molarsky [14].
- The Clock that went backwards, texte de Delmar Molasky[14]

Le balancier d'une horloge commence à s'inverser et les aiguilles à reculer. Un petit garçon et une petite fille sont transportés dans le temps où ils entendent la musique de différentes périodes
- The Eagle And The Thrush : an Indian tale about how music came to the world [Conte indien sur la façon dont la musique est venu au monde], texte et narration par Algernon Black[16]
- I Wish I Were, Alan Hewitt, natarreur[17]
- My Playful Scarf, Norman Rose, narrateur - texte de Mary Robeson[18]
- Mr. Grump and the Dingle School Band, texte de Delmar Molasky[19]
- Peter, please it's pancakes, texte de Lucy Sprague Mitchell - Norman Rose, chant et narration[20]
- Pinocchio, par les Eugene Lowell Singers, chants et narration - arrangé (R. Schumann[21]) et dirigé par Richard Mohaupt[14]
- Le Songe d'une nuit d'été - texte de Shakespeare adapté par Lee Paris, d'après lOuverture du Songe de Mendelssohn, arrangée et dirigée par Richard Mohaupt[22]
- The Story Of Slow Joe, Norman Rose, narrateur - texte de D. Safier[23]
- Sugar lump town, Norman Rose, narrateur - texte de Mary Robeson[24]
- Wait till the moon is full, Algernon Black, narrateur - texte de Margaret Wise Brown[25]

### Arrangements
Richard Mohaupt a produit nombre d'arrangements surtout à destination du disque :
- Borodine : Serenata alla spagnola (pub. 1945). Arrangement pour orchestre à cordes.
- Dimitri Chostakovitch : L'Âge d'or. Arrangement pour orchestre (pub. 1945[26])
- Ivan Ivanovich Dzerjinski : arrangement À la frontière (Border to border) de l'opéra Le Don paisible (1947)
- Aram Khachaturian : La Danse du sabre, extrait de Gayaneh (pub. 1947)
- Lev Knipper : Patrol of the steppes (Plaine, ma plaine), arrangement pour orchestre, piano et harmonium (pub. 1945)
- Charles Lecocq : Mademoiselle Angot suite de ballet d'après La Fille de Madame Angot, arrangé pour orchestre de cuivres : Ouverture, Valse, Marche, Polka, Gavotte, Grande valse, Can-Can. (pub. 1958)
- Jacques Offenbach : extraits des Contes d'Hoffmann, Orphée aux Enfers, Robinson Crusoé, La belle Hélène, La vie Parisienne et la Grande Duchesse de Gérolstein. Enregistré par Hans Swarowsky.
- Rimski-Korsakov : Rhapsody, basé sur des thèmes extraits de l'opéra La légende du Tsar Sultan (pub. 1946 New York). Arrangé pour ensemble de cuivres.
- Alexander Spendiarov : Khaïtarma d'après Krymskiye eskizï (Croquis de Crimée), arrangé pour orchestre, piano, et harmonium (pub. 1946).
- Tchaikovski Valse mélancolique (extrait de la Suite no 3 opus 55), pour trombone et piano (1940, pub. 1947 New York, Boosey & Hawkes)

## Discographie
- Concerto pour violon - Michael Rabin, violon, New York Philharmonic, Dir. Dimitri Mitropoulos (30 avril 1954 - Doremi DHR7951/53)